# John Mercado
John Anthony Mercado Cuero (* 3. června 2002 Guayaquil) je ekvádorský profesionální fotbalista, který hraje na pozici křídelníka za český klub AC Sparta Praha a za ekvádorský národní tým.

## Klubová kariéra
Mercado se narodil v ekvádorském Guayaquilu. V roce 2020 se přesunul z ekvádorského klubu Panamá SC do brazilského Athleticu Paranaense. Mercado si odbyl svůj debut v dresu CA Paranaense 3. března 2022, kdy nastoupil do utkání Recopa Sudamericana proti Palmeiras. 25. června 2022 debutoval v brazilské Serii A, kdy nastoupil do závěru utkání proti Red Bull Bragantino.
V létě 2022 odešel na půlroční hostování do druholigového brazilského klubu CSA. V Serii B odehrál 9 utkání.
Po návratu z hostování přestoupil Mercado v lednu 2023 do portugalského druholigového klubu UD Vilafranquense. V jarní části sezony nastoupil do 13 ligových utkání, v nichž vstřelil 2 branky.
V létě 2023 se klub Vilafranquense přesunul do města Vila das Aves a změnil název na AVS Futebol SAD. V sezoně 2023/24 se stal stabilním členem základní sestavy, nastoupil do 35 utkání s bilancí 6 branek a 7 asistencí a pomohl klubu k postupu do portugalské nejvyšší soutěže.
Mercado nepřišel o své místo v základní sestavě AVS ani v sezoně 2024/25, odehrál dohromady 36 utkání, v nichž vstřelil 4 branky a přidal 4 asistence a pomohl klubu k záchraně v Liga Portugal. V létě 2025 byl Mercado spojován s přestupem do pražské Sparty.
V srpnu 2025 přestoupil Mercado do českého klubu AC Sparta Praha; na Letné podepsal dlouholetý kontrakt.

## Reprezentační kariéra
Mercado je bývalý ekvádorský mládežnický reprezentant, mezi lety 2019 a 2024 odehrál dohromady 19 utkání a vstřelil 4 branky.
V roce 2019 si zahrál na Mistrovství Jižní Ameriky hráčů do 17 let, kde dvěma brankami pomohl Ekvádoru ke konečné čtvrté příčce. Zahrál si také na závěrečném turnaji Mistrovství světa ve fotbale hráčů do 17 let; vstřelil jednu branku v zápase proti Maďarsku.
Dne 7. září 2024 si Mercado odbyl svůj debut v seniorské reprezentaci Ekvádoru v utkání kvalifikace na mistrovství světa proti Brazílii.